# Anomala bandicola
Anomala bandicola är en skalbaggsart som beskrevs av Ohaus 1916. Anomala bandicola ingår i släktet Anomala och familjen Rutelidae. Inga underarter finns listade i Catalogue of Life.